# Soldier of Fortune (videogioco 1988)
Soldier of Fortune è un videogioco a piattaforme fantasy a scorrimento multidirezionale, pubblicato nel 1988 per Commodore 64 e ZX Spectrum dalla Firebird. Le versioni per i due computer sono piuttosto diverse tra loro; la versione Commodore 64 mescola caratteristiche di Ghosts 'n Goblins e Firelord.
Per Commodore 64 uscì anche un altro platform intitolato Soldier of Fortune (English Software, 1985), poco noto e non collegato a questo.

## Trama
Un piccolo gruppo di mercenari (il titolo si traduce "soldato di ventura") viene assoldato da un mago per ripristinare la fonte d'energia dello Zodiaco. Questo oggetto mistico è stato suddiviso nelle sue componenti da un altro mago e ciò ha gettato nel caos le terre circostanti, ora infestate da creature demoniache. Il mercenario protagonista (o i due protagonisti) devono esplorare varie aree di foresta e di caverne per trovare le tavolette elementali necessarie a ricomporre l'oggetto.

## Modalità di gioco
Il personaggio del giocatore si avventura in aree bidimensionali a piattaforme, con scorrimento libero in tutte le direzioni. Può camminare in orizzontale, saltare, abbassarsi, sparare con l'arma attualmente in possesso, e usare portali per trasferirsi ad altre aree, se ottenuti i necessari oggetti. Mostri e spettri da evitare o eliminare compaiono a terra o in volo. Le armi alternative che si possono ottenere durante il gioco hanno colpi limitati.
Nella versione Commodore 64 è disponibile la modalità a due giocatori in cooperazione simultanea; l'inquadratura segue uno dei due, e se l'altro esce dallo schermo perde energia. I personaggi sono umani con armi magiche e solo in questa versione si possono anche arrampicare su corde, scalette o alberi. Altra caratteristica esclusiva del Commodore è la presenza di botteghe e altri luoghi a cui si può accedere per ottenere informazioni e attrezzature; il giocatore ha una riserva di denaro per acquistare armi, vite e altri oggetti necessari. Il denaro può essere raccolto sotto forma di monete che saltellano brevemente per poi sparire, e vengono rilasciate da nemici uccisi o da calderoni animati che quando colpiti possono sputare fuori monete oppure creature.
Nella versione ZX Spectrum il protagonista è una specie di uomo con testa di maiale. Non ci sono denaro e negozi, ma oggetti e aiuti si possono raccogliere tra le ossa di precedenti avventurieri. Sono presenti piattaforme mobili e mostri di fine livello.